# フリギア終止
フリギア終止とは、終止形のうちの半終止の１つ。バロック時代の器楽曲の緩徐楽章で頻繁に用いられた。

## 概要
短調で、下属和音（Ⅳ）の第１転回形から属和音（Ⅴ）へ進む半終止。バス声部はⅣの和音の第３音（つまり音階の第６音）からⅤの和音の根音（音階の第５音）へ短２度下行することになる。
このとき、フリギア終止ではソプラノ声部は音階の第４音から第５音へ長２度上行してソプラノとバスが反行する形になる（イ短調の場合であれば、バスが「ファ→ミ」と下行し、ソプラノは「レ→ミ」と上行することになる）。
フリギア終止の名は、教会旋法の１つであるフリギア旋法（ミから始まる旋法）の終止形に由来する。